# École supérieure de navigation de Tenerife
L’école supérieure de navigation de Tenerife, nommée en espagnol « Escuela Técnica Superior de Náutica, Máquinas y Radioelectrónica Naval »(www.ull.es) ou plus connue sous le nom de « Escuela de Náutica » est située sur le campus de Santa Cruz de Tenerife au sein même de l'université de La Laguna (Universidad de La Laguna), Tenerife, Espagne. En outre, c'est la seule formation en sciences nautiques disponible sur l'ensemble des îles Canaries.

Drapeau des îles canaries

## Histoire et formations
Fondée en 1787, l'école supérieure de navigation de Tenerife prépare de futurs officiers de la marine marchande concernant les spécialités suivantes :
- Navigation maritime (Bachelor)
- Transport maritime (Master)
- Machines navales (Bachelor et Master)
- Radioélectronique navale (Bachelor et Master)

De plus, de multiples autres formations homologuées par l'IMO  (International Maritime Organization) sont proposées aux professionnels de la mer.

## Situation

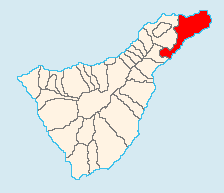
Province de Santa Cruz de Tenerife

Appartenant à la province de Santa Cruz de Tenerife, le bâtiment est situé à l'extérieur sud du centre de Santa Cruz de Tenerife dans la direction du village de San Andres. Santa Cruz est la capitale de Tenerife et de surcroît la ville la plus vaste de l'île tant en matière de population que de superficie. L'adresse exacte est la suivante : « Vía Auxiliar Paso Alto, 2. 38001 Santa Cruz de Tenerife ».

## Installations
L'école compte ces différentes installations : Bibliothèque et Salle d'étude (ouverte 24/24h), un simulateur de navigation et de machines, un simulateur de communication (GMDSS : Global Maritime Distress), un atelier de technologies mécaniques et un quai voué à la pratique.

## Université de La Laguna

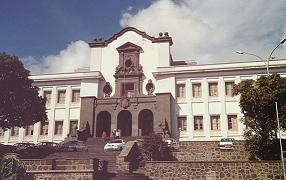
Campus central de l'ULL

L'université de San Fernando de La Laguna, plus communément connue sous le nom de ULL (Universidad de La Laguna), est la plus vieille université des îles Canaries mais aussi la plus fréquentée en nombre d'élèves. L'université est divisée en quatre campus : Central, Anchieta, Guajara et Santa Cruz de Tenerife. L'origine de l'ULL est datée de 1701.